# Canon de 90 mm M1
Pour les articles homonymes, voir Canon de 90 mm.
Le canon de 90 mm M1 est un canon antiaérien lourd produit par les États-Unis à partir de 1940. Plusieurs versions améliorées ont été produites par la suite, les principales étant appelées M2 et M3 utilisés par des engins blindés.

## Historique
Confrontée à la nécessité de devoir remplacer à la fin des années  1930 le canon antiaérien M3, l’armée américaine opte pour une arme d’un calibre supérieur, à savoir 90 mm. Des calibres plus élevés sont évoqués, mais rejetés du fait que le poids de leurs obus ne permettrait pas aux servants de recharger suffisamment rapidement. La conception débute en 1938 et l’arme est acceptée pour le service en 1940 sous la dénomination 90 mm Gun M1 on Antiaircraft Mount M1A1.
Peu de temps après sa mise en production, le canon est modifié pour permettre l’installation d’un éjecteur à ressort ; cette possibilité du M1A1 restera toutefois peu utilisée. En 1941 l’affût est modifié afin de pouvoir également engager des cibles navales. cette nouvelle version, baptisée M2 est également dotée d’un nouvel éjecteur et d’un système de réglage des fusées. L’arme est une nouvelle fois améliorée en 1944 par l’ajout de la possibilité de tirer des obus équipés avec des fusées de proximité, une nouveauté technologique pour l’époque.
Toutes versions confondues, la production se chiffre en août 1945 à plus de 7 800 exemplaires.
Des versions dérivés sont utilisés pour armés des chars de combat et des chasseurs de chars américains tels le M36 Jackson et le type 61 japonais.